# Pellegrino Aretusi
Pellegrino Aretusi (Mòdena, ca. 1460 - 20 de novembre de 1523), també conegut com a Pellegrino de Modena i com a Pellegrino Munari, va ser un pintor italià del Renaixement.
Va aprendre pintura de la mà de son pare, Giovanni Munari. Al voltant de 1509 va traslladar-se a Roma com a ajudant de Rafael al Vaticà. Va rebre encàrrecs per a pintar frescos a les esglésies de Sant'Eustachio i Nostra Signora del Sacro Cuore, ambdues a Roma. Va morir assassinat pels parents d'un jove a qui el seu fill havia donat mort.